# Tesla (czechosłowackie przedsiębiorstwo)

logo firmy

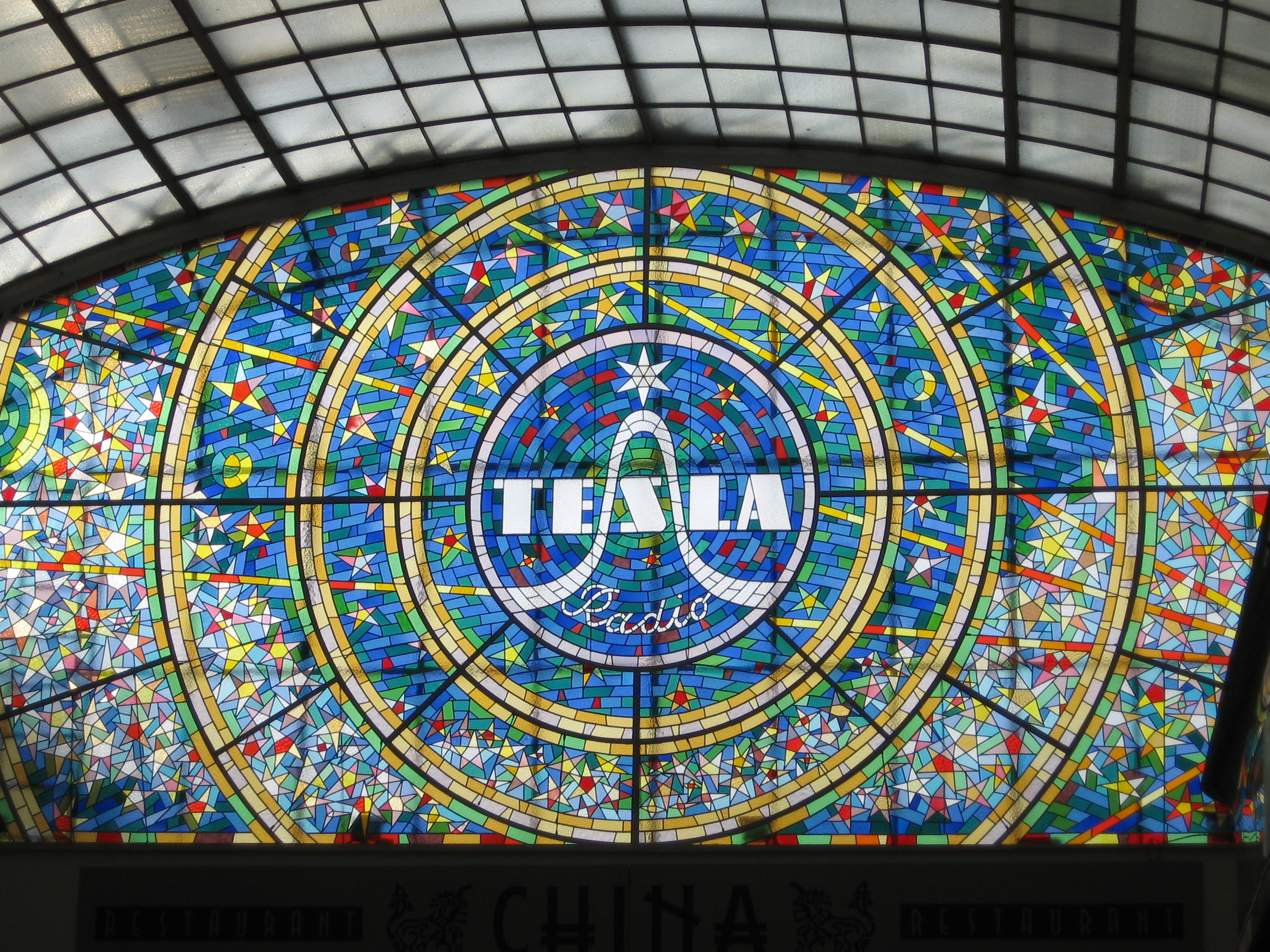
Witraż w pasażu handlowym w Pradze

Tesla (od Technika Slaboproudová – pol. „technika słaboprądowa”) – przedsiębiorstwo państwowe branży elektronicznej w byłej Czechosłowacji.
Przedsiębiorstwo zostało założone pod nazwą „Elektra” 18 stycznia 1921 r., a nazwę „Tesla” otrzymało 7 marca 1946 r.
Po II wojnie światowej Tesla była państwowym monopolistą w dziedzinie elektroniki w swoim kraju aż do 1989 r. Po tym roku, w związku z wprowadzeniem gospodarki rynkowej, przedsiębiorstwo podzielono na kilka niezależnych spółek, z których niektóre zaprzestały używania pierwotnej nazwy.